# Melleruds köping
Denna artikel handlar om den tidigare kommunen Melleruds köping. För orten se Mellerud, för dagens kommun, se Melleruds kommun.
Melleruds köping var en tidigare kommun i Älvsborgs län.

## Administrativ historik
Melleruds köping bildades 1908 genom en utbrytning ur Holms landskommun. Köpingens område utvidgades i januari 1921 med ytterligare ett område ur Holms kommun. Köpingen inkorporerade 1952 resterande delar av Holms landskommun och Järns landskommun. 1969 inkorporerades Skålleruds landskommun, Bolstads landskommun och Kroppefjälls landskommun. 1971 ombildades köpingen till Melleruds kommun.
Köpingen hörde före inkorporeringar till Holms församling.

## Kommunvapen
Blasonering: I fält av silver enblå stolpe, belagd med en liljekonvaljestängel av silver och åtföljd av två utåtriktade blå stridsyxor.
Vapnet fastställdes av Kungl Maj:t 1963 för Melleruds köping. Yxorna är S:t Olofs attribut och liljekonvaljen är ur ätten Stakes vapen. Vapnet registrerades för kommunen i PRV 1964.

## Geografi
Melleruds köping omfattade den 1 januari 1952 en areal av 81,62 km², varav 78,47 km² land.

### Tätorter i köpingen 1960
I Melleruds köping fanns tätorten Mellerud, som hade 2 836 invånare den 1 november 1960. Tätortsgraden i köpingen var då 68,1 procent.

## Politik

### Mandatfördelning i valen 1938-1968
| 11 | 1 | 4 | 4 |

| 20 |

| 14 | 3 | 3 |

| 19 |

| 1 | 8 | 4 | 5 | 2 |

| 20 |

| 14 | 5 | 7 | 5 | 4 |

| 34 |

| 14 | 3 | 7 | 6 | 5 |

| 29 | 6 |

| 13 | 2 | 8 | 6 | 6 |

| 30 | 5 |

| 16 | 7 | 7 | 5 |

| 30 | 5 |

| 14 | 8 | 6 |  | 6 |

| 30 | 5 |

| 15 | 14 | 5 |  | 5 |

| 38 |